# Анјанг
Анјанг (пинјин: Ānyáng) град је у Кини у покрајини Хенан. Према процени из 2009. у граду је живело 808.394 становника.

## Становништво
Према процени, у граду је 2009. живело 808.394 становника.
| 1990.   | 2000.   | 2009    |
| ------- | ------- | ------- |
| 616.803 | 726.401 | 808.394 |